# Silly Symphony Swings
Silly Symphony Swings (anciennement connue sous le nom Orange Stinger) est une attraction de type chaises volantes située au dans le Paradise Pier du parc à thème Disney California Adventure en Californie.
Dans son ancienne version, l'attraction était placée dans une immense orange semi-fermée. L'orange géante était un hommage au Comté d'Orange dans lequel est situé le domaine de Disneyland Resort et à l'orangerie sur laquelle fut construit Disneyland en 1954.
En octobre 2007, Disney a annoncé officiellement un profond remaniement du parc Disney's California Adventure. Ce projet entraina, entre autres, le renommage du parc et de l'attraction Orange Stinger en The Silly Symphonies Swings avec un nouveau thème d'après le court métrage La Fanfare, qui est pourtant un Mickey Mouse et non un court métrage Silly Symphonies.
Les soft openings de la nouvelle version commencèrent le 28 mai 2010 et son ouverture officielle eut lieu le 11 juin 2010.

## L'attraction
Le thème original de l'attraction était des abeilles butinant dans une orange et ramenant leurs passagers à la ruche. Cependant, les sièges en forme d'abeilles souffrent énormément des collisions dans leur première année d'utilisation. Ils furent remplacés par des chaises volantes normales sans thèmes.
- Ouverture :
  - Première version : le 8 février 2001 (avec le parc)
  - Deuxième version : le 11 juin 2010 (avec le parc)
- Conception : Walt Disney Imagineering et Zierer
- Capacité : 48 sièges
- Thème :
  - Première version : Orange géante et des ruches jusqu'en 2009 (sièges en forme d'abeilles jusqu'en 2001).
  - Première version : Court métrage Disney La Fanfare.
- Hauteur du bâtiment : 4 étages
- Durée : 1 min 30
- Taille requise : 1,21 m
- Type d'attraction : Manège de chaises volantes
- Situation : 33° 48′ 20″ N, 117° 55′ 22″ O

## Galerie

Logo de Orange Stinger
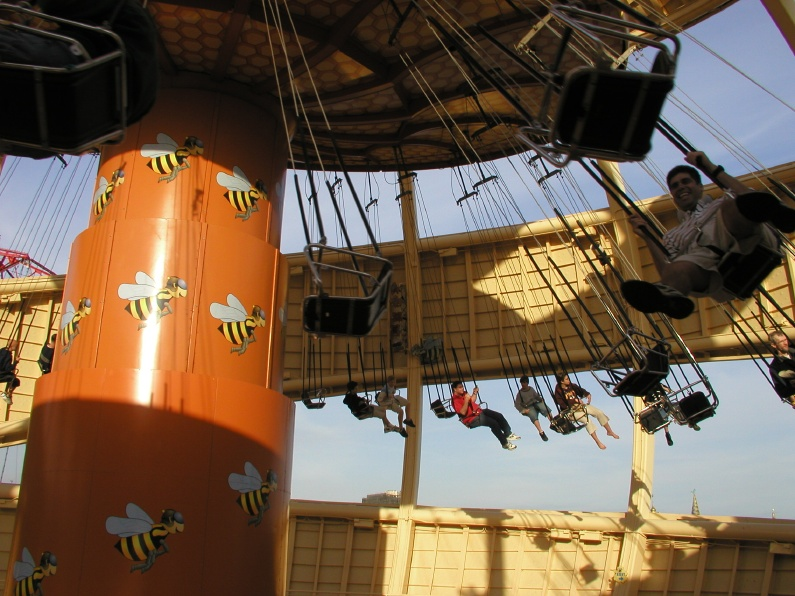
Orange Stinger en action
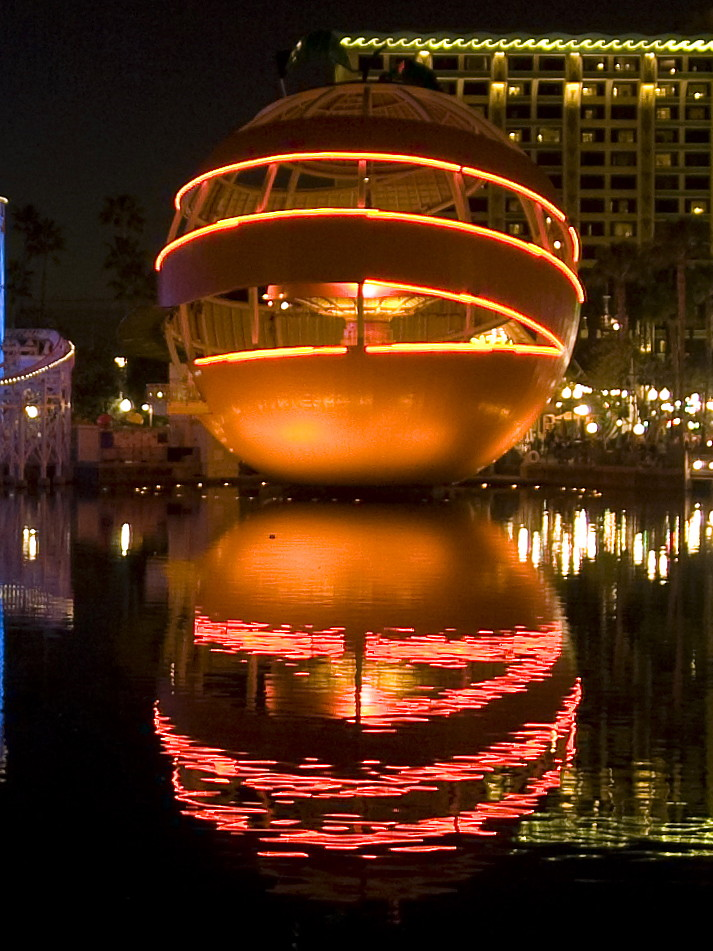
Vue extérieure d'Orange Stinger